# Matt Paradis
Matt Paradis (nacido el 12 de octubre de 1989) es un exjugador de fútbol americano que se desempeñaba como centro. Fue seleccionado por los Denver Broncos en la sexta ronda del draft de la NFL de 2014. Paradis jugó al fútbol universitario en Boise State.

## Carrera profesional

### Pre-draft
Paradis fue uno de los 51 linieros ofensivos universitarios que asistieron al NFL Scouting Combine en Indianápolis, Indiana. Completó todas las pruebas del combine y tuvo un rendimiento mediocre en general, finalizando en el 11.º lugar en la prueba de tres conos y en el 20.º entre los linieros ofensivos en el press de banca. El 14 de marzo de 2014, asistió al día de pruebas de Boise State, pero decidió mantener sus números del combine y solo realizó ejercicios de posición. Al concluir el proceso previo al draft, se proyectaba que Paradis sería seleccionado en la séptima ronda o que se convertiría en un agente libre prioritario no seleccionado, según expertos y cazatalentos de la NFL. NFLDraftScout.com lo clasificó como el 15.º mejor prospecto en la posición de centro del draft.

### Broncos de Denver

#### 2014
Los Denver Broncos seleccionaron a Paradis en la sexta ronda (posición general 207) del draft de la NFL de 2014. Fue el noveno centro elegido en ese año.

#### 2018
El 12 de marzo de 2018, los Broncos colocaron una oferta de agente libre restringido de segunda ronda sobre Paradis. Fue titular en los primeros nueve partidos como centro antes de sufrir una fractura de peroné en la Semana 9. Fue colocado en la reserva de lesionados el 12 de noviembre de 2018.

### Carolina Panthers
El 14 de marzo de 2019, Paradis firmó un contrato de tres años por 27 millones de dólares con los Carolina Panthers.
Paradis sufrió una rotura del ligamento cruzado anterior (ACL) en la temporada 2021 y fue colocado en la reserva de lesionados el 8 de noviembre de 2021.